# Don Rendell (misjonarz)
Don Rendell (ur. 1922 w West Coker) – brytyjski działacz religijny, misjonarz Świadków Jehowy, w latach 1948–1957 sługa Biura Oddziału na Cyprze. Koordynator Komitetu Oddziału na Cyprze w latach 1981–1984 oraz Komitetu Oddziału w Grecji w latach 1984–1988. Absolwent ósmej klasy Biblijnej Szkoły Strażnicy – Gilead.

## Życiorys
Jego ojciec był zawodowym żołnierzem. Matka, wychowana jako anglikanka,  w roku 1917 pod wpływem „Fotodramy stworzenia” przyjęła wierzenia Badaczy Pisma Świętego. Należała do zboru w mieście Yeovil. Don Rendell miał starszą o dwa lata siostrę Joan. Po śmierci matki w roku 1927 byli wychowywani przez ciotkę.
W wieku 14 lat ukończył szkołę i podjął czteroletnią naukę zawodu w miejscowej wytwórni serów. W czerwcu 1940 roku w mieście Bristol przyjął chrzest, a miesiąc później został pionierem stałym, usługując wspólnie z Johnem Wynnem w Cinderford w hrabstwie Gloucestershire, a później w Haverfordwest i Carmarthen w Walii. W roku 1941 otrzymał powołanie do wojska. Ponieważ ze względu na sumienie odmówił pełnienia służby wojskowej, został postawiony najpierw przed sądem w Bristolu, a następnie w Carmarthen. Skazano go na trzy miesiące więzienia w Swansea oraz grzywnę w wysokości 25 funtów. Ponieważ nie był  w stanie zapłacić grzywny, otrzymał kolejny trzymiesięczny wyrok więzienia.
Na początku roku 1945 został zaproszony do pracy w londyńskim Biurze Oddziału. Rok później, po wizycie w Wielkiej Brytanii trzeciego prezesa Towarzystwa Strażnica Nathana H. Knorra oraz jego sekretarza Miltona G. Henschela, wraz z siedmioma innymi brytyjskimi głosicielami został zaproszony do ósmej klasy Biblijnej Szkoła Strażnicy – Gilead. Po ukończeniu szkolenia dla misjonarzy w roku 1947 wraz z Billem Copsonem został skierowany do Egiptu. Przed wyjazdem został przeszkolony w Biurze Głównym przez Richarda E. Abrahamsona w zakresie pracy biur oddziałów.

### Służba misjonarska i służba w Betel
W trakcie pobytu w Egipcie wraz z Billem Copsonem, uzyskał w Kairze zdjęcia osiemnastu fragmentów papirusu Fouad 266, a także zgodę na ich opublikowanie. Zdjęcia te zostały po raz pierwszy opublikowane w dodatkach do New World Translation of the Christian Greek Scriptures w wydaniu z roku 1950. Stały się one ważnym argumentem w dyskusji nad obecnością tetragramu w Septuagincie. Ponieważ nie przedłużono mu wizy po rocznej służbie misjonarskiej w Egipcie, został skierowany na Cypr. W roku 1948, gdy Anthony Sideris został przeniesiony do Grecji, Don Rendell został do 1957 roku sługą Biura Oddziału na Cyprze.
W ramach swoich obowiązków sprawował również nadzór nad działalnością Świadków Jehowy w Izraelu. W trakcie wizyt w tym kraju uczestniczył w zgromadzeniach, wyświetlał film Towarzystwa Strażnica „Społeczeństwo nowego świata w działaniu” oraz wygłaszał powiązany z nim wykład publiczny. Przewodził również działalności na Cyprze, która czasem spotykała się z agresywnymi reakcjami tłumu inspirowanego przez duchownych prawosławnych.
Pod koniec roku 1957 zachorował i powrócił do Anglii. Pełnił tam służbę pionierską do roku 1960. W roku 1972 powrócił na Cypr, by pełnić w tym kraju służbę pionierską. W 1973 roku został mianowany  przez Nathana H. Knorra nadzorcą obwodu obejmującego całą wyspę, usługując w tym charakterze przez cztery lata.
W trakcie inwazji tureckiej na Cypr jako obywatel brytyjski został zatrzymany przez wojska tureckie i wypuszczony po przesłuchaniu prowadzonym przez pracowników ONZ. Ze względu na zmiany polityczne Biuro Oddziału zostało przeniesione z Nikozji do Limassol. W okresie tym Rendell usługiwał w komitecie utworzonym w celu zatroszczenia się o 300 głosicieli, którzy utracili dobytek w trakcie walk.
W styczniu 1981 roku Ciało Kierownicze skierowało Dona Rendella do pracy w rodzinie Betel w Grecji. Pod koniec tego roku został ponownie wysłany na Cypr oraz mianowany koordynatorem cypryjskiego Komitetu Oddziału. W roku 1984, po wizycie na Cyprze Teodora Jaracza jako  nadzorcy strefy udał się do Grecji, gdzie został mianowany koordynatorem greckiego Komitetu Oddziału. W Grecji usługiwał do 1988 roku, gdy powrócił na Cypr. Od roku 1990 do kwietnia 1991, gdy uroczyście otwarto nową siedzibę Biura Oddziału, był tłumaczem międzynarodowej brygady budującej na północ od Aten nowy Dom Betel w Grecji. Rok później powrócił do Anglii ze względów rodzinnych. Został starszym w zborze Pen Mill, jednym z dwóch zborów w Yeovil.